# Iglesia de madera de Lom
La iglesia de madera de Lom es una stavkirke medieval localizada en el municipio de Lom, en Noruega. Es una de las stavkirke más grandes; fue construida a finales del siglo XII, aunque experimentó cambios y reconstrucciones a lo largo de su historia. En el subsuelo se han encontrado interesantes huellas arqueológicas.

## Características e historia
La iglesia de Lom es una stavkirke de tipo B, con postes centrales que sostienen un techo elevado y delimitan una sala central en la nave. El resto de la nave se compone de un deambulatorio que rodea a la sala central por los cuatro lados y que posee un techo más bajo. El coro, en el oriente, es poco más estrecho que la nave. Desde la Edad Media se añadió un ábside al coro. En un principio, la iglesia tenía un corredor exterior que la rodeaba completamente, tal como aún sucede con la iglesia de madera de Borgund.
Los postes de la sala central de la nave se hallan conectados a los muros exteriores a través de un sistema de vigas y soportes en forma de arcos. Entre los postes hay arcos de madera que recuerdan a las arcadas de las basílicas. Probablemente a causa de cierta inestabilidad inicial, se agregaron desde la Edad Media vigas de madera en forma de cepos, que interconectan a los postes entre sí, además de tirantes en forma de X que constituyen una especie de «triforio». Estas características son típicas de las stavkirke del grupo Borgund, pero como no son parte de la construcción original, la iglesia de Lom se clasifica como una stavkirke del grupo Kaupanger. 
Una de las pocas, si no la única, cabezas de dragón que se conserva en la actualidad de una stavkirke procede de esta iglesia.
En el siglo XVII la iglesia fue sometida a importantes restauraciones, que fueron la causa en gran medida de su conformación actual. En 1634 la nave fue agrandada hacia el occidente por medio de la construcción de una galería de técnica lafteverk. En 1664 se agrandó aún más, con la construcción de un transepto en técnica reisverk. Así, la planta de la iglesia se convirtió a una forma de cruz latina, una conformación ajena a las stavkirke originales. Al mismo tiempo se levantó la sacristía en el lado norte del coro. Estos cambios hicieron necesaria la demolición del antiguo corredor exterior, lo que permitió la introducción de grandes ventanas en los muros. También se colocó una techumbre de vigas, que fue retirada en 1933.
En 1973 se desarrolló una nueva restauración, que tenía también como objetivo mejorar el aislamiento del calor en el interior del templo. Ello permitió la realización de investigaciones arqueológicas en el suelo bajo el piso de la iglesia. 
El interior contiene decoraciones pictóricas en el coro y algunas pinturas votivas. El púlpito data de la década de 1790, y es de madera tallada, obra de Jakob Sæterdalen.

## Hallazgos arqueológicos

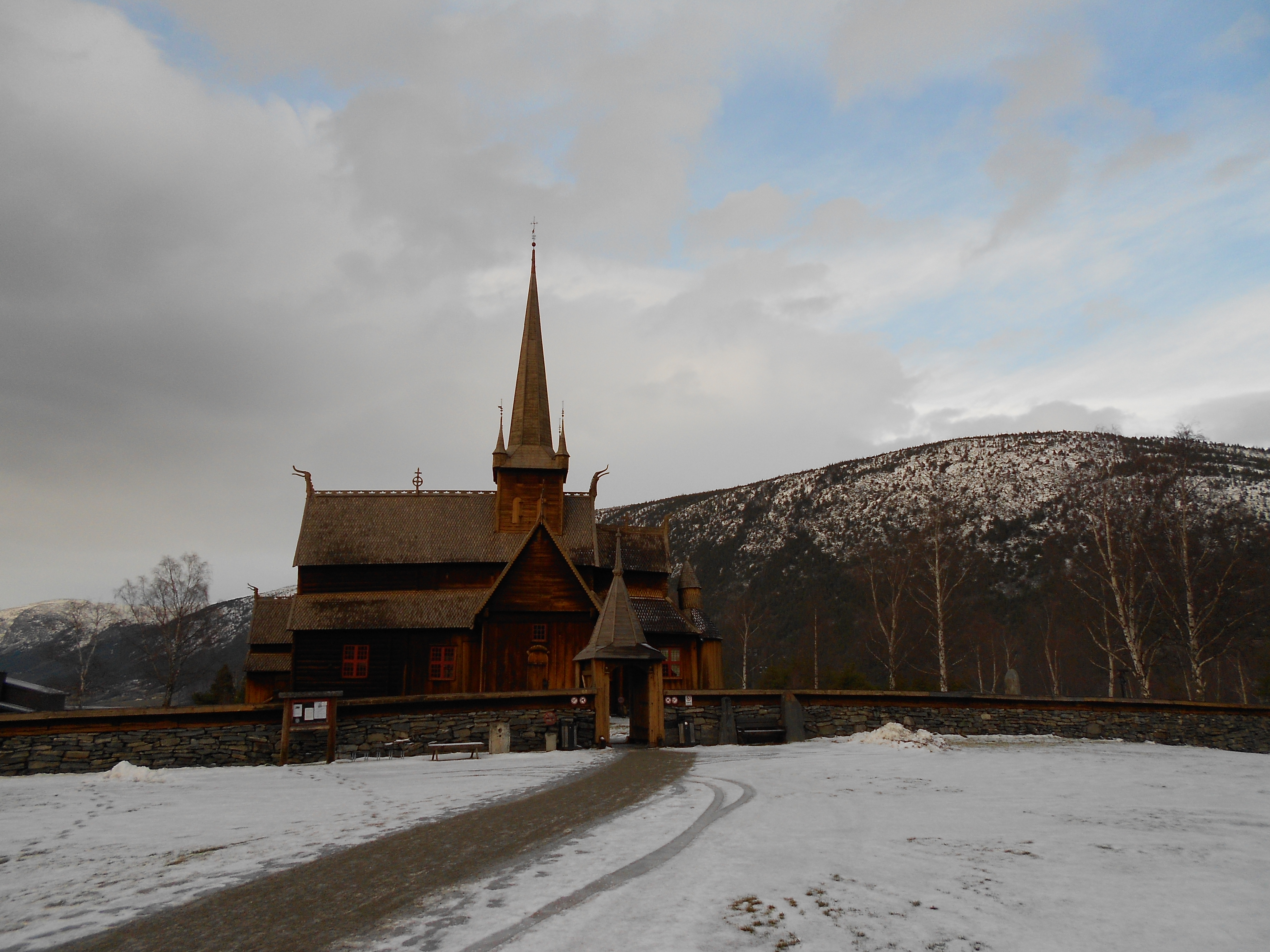
Vista de la iglesia en invierno.

En 1973 se encontraron más de 2000 monedas, ricas tumbas del siglo XVII y XVIII, así como restos de un cementerio más antiguo al que se localiza actualmente en el patio.
Junto a las tumbas antiguas se localizaron huellas de colocación de postes de madera sobre el suelo, indicios de que en el lugar hubo una construcción de madera más antigua, de planta rectangular, que medía 9,5 x 5,2 m. Sólo se han hallado restos de postes correspondientes a tres paredes, mientras que el costado oriental parece haber estado abierto. Se ha interpretado que se trataba de una iglesia de postes, construcción antecesora de las stavkirke, que habría consistido de una nave con un pequeño coro en el oriente. En el interior del espacio rectangular se localizaron rastros de dos hileras paralelas de postes internos, similares a las hileras de columnas que dividen las naves en las basílicas de piedra.
En las mismas excavaciones arqueológicas de 1973 se encontraron también 2270 monedas bajo el suelo de la stavkirke, tanto noruegas como extranjeras, las más antiguas datadas del siglo XI; este es el mayor número de monedas encontrado en una iglesia en Noruega. También se localizó una carta en alfabeto rúnico, que habla de una petición de matrimonio.

## Patio
En el patio de la iglesia se conservan varias cruces circulares de esteatita originales de la Edad Media. En el cementerio hay viejas lápidas de principios del siglo XVIII; en él están sepultados los escritores Olav Aukrust y Tor Jonsson.